# أساكو تاكاكورا
أساكو تاكاكورا (高倉 麻子) (مواليد 19 أبريل 1968)، هي لاعبة كرة قدم كانت تلعب كلاعب وسط. ولعبت مع منتخب اليابان لكرة القدم للسيدات.

## وصلات خارجية
- أساكو تاكاكورا على موقع الاتحاد الدولي (مؤرشف)  (الإنجليزية)
- أساكو تاكاكورا على موقع قاعدة بيانات كرة القدم.إي يو (الإنجليزية)
- أساكو تاكاكورا على موقع Soccerway.com (الإنجليزية)
- أساكو تاكاكورا على موقع عالم كرة القدم.نت (الإنجليزية)
- أساكو تاكاكورا على موقع أوليمبيديا (الإنجليزية)
- أساكو تاكاكورا على موقع الاتحاد الدولي (مؤرشف)  (الإنجليزية)
- أساكو تاكاكورا على موقع قاعدة بيانات كرة القدم.إي يو (الإنجليزية)
- أساكو تاكاكورا على موقع Soccerway.com (الإنجليزية)
- أساكو تاكاكورا على موقع عالم كرة القدم.نت (الإنجليزية)
- أساكو تاكاكورا على موقع أوليمبيديا (الإنجليزية)